# Shanghai'et
Shanghai'et er en dansk stum dramafilm fra 1912 produceret af Nordisk Films Kompagni og instrueret af Eduard Schnedler-Sørensen efter manuskript af Peter Lykke-Seest. Filmens hovedroller som den unge styrmand og dennes forlovede spilles af ægteparret Carlo og Clara Wieth.
Filmen havde dansk premiere den 29. juli 1912 i Panoptikon Teatret og blev i  tysktalende lande distribueret som Zwischen Himmel und Wasser, i engelsktalende lande som Shanghai'd (med premiere i Australien og USA) og i svensktalende lande som Mellan himmel och haf eller Den manliga slafhandeln.
Filmen blev i 1959 vist af Det Danske Filmmuseum som led i en retrospektiv udstilling af danske sensationsfilm fra begyndelsen af 1910'erne. I Filmmuseets program for filmen (der også omfattede Drama paa Havet og Mellem Storbyens Artister ) blev "rabalderfilmen" og hele sensationsfilmgenren kritiseret voldsomt for sin kommercielle tilgang og sin foragtelige leflen for den korte, overfladiske tilfredsstillelse af publikum. Der er dog en vis ros for filmens miljøskildring i forhold til de andre skarpt kritiserede film. Omtalen fra 1959 fremhæver også, at der ved markedsføringen af filmen blev fremhævet aspektet om "mandlig slavehandel"; næppe tilfældigt, da emnet "hvid slavehandel" var voldsomt populært i disse år med udgivelse af flere film om emnet, herunder Den hvide Slavehandels sidste Offer, hvis fortælling har visse  lighedspunkter med Shanghai'et.

## Handling
Det går godt for den unge styrmand Willy. Han har netop fået en udmærket eksamen og er tilmed blevet forlovet med sit hjertes udkårne, skibsreder Clausens datter Lilly. Den forsmåede bejler, grosserer Bang, der netop er blevet afvist i sit frieri til Lilly, opfyldes af vrede og lægger en ondsindet plan for at skaffe rivalen af vejen. En aften får han lokket Willy ud på spil og druk i en obskur havneknejpe for at få ham shanghai’et: Drikke ham fuld, få ham til at tage imod et lån fra knejpeværten og underskrive en kvittering, som i virkeligheden er en blank hyrekontrakt. Bangs ondsindede plan lykkes, og inden Willy får set sig om er han blevet slave på den halvrådne skude ’Blæksprutten’.

## Medvirkende
- Cajus Zeuthen Bruun som Konsul Hansen, Skibsreder Clausen
- Clara Wieth som Lilly, konsulens datter
- Carlo Wieth som Styrmand Willy, Lillys forlovede
- Christian Schrøder som Værten i Café New Zealand
- Agnete von Prangen Blom som Værtens datter Mary
- Peter Nielsen som Brown, sømandspræst
- Carl Lauritzen
- Otto Lagoni
- Alma Hinding
- Alf Nielsen